# Hilmar
Hilmar ist ein männlicher Vorname und Familienname, der außer im deutschsprachigen Raum auch in Dänemark, Norwegen, Island und Estland gebräuchlich ist. Er entstammt dem germanischen Hildemar = kampfberühmt, und war im niederdeutsch-friesischen Raum ein einst beliebter Personenname.

## Namensträger

### Vorname
- Hilmar Ahnert (* 1936), deutscher Fußballspieler
- Hilmar Baumann (1939–2018), deutscher Film- und Theaterschauspieler
- Hilmar Baunsgaard (1920–1989), dänischer Politiker
- Hilmar Beine (1950–2013), deutscher Fachjournalist
- Hilmar Bender (* 1968), deutscher Autor und Texter
- Hilmar Boehle (1953–2009), deutscher Künstler
- Hilmar Brinkmann (1939–1965), Todesopfer an der innerdeutschen Grenze
- Hilmar von dem Bussche-Haddenhausen (1867–1939), deutscher Diplomat
- Hilmar Curas (1673–1729), deutscher Sprach- und Schreiblehrer
- Hilmar Dressler (1921–2019), deutscher Sportfunktionär
- Hilmar W. Duerbeck (1948–2012), deutscher Astronom
- Hilmar Eichhorn (* 1954), deutscher Schauspieler
- Hilmar Feetz (* 1940), deutscher Fußballspieler
- Hilmar Fenge (* 1931), deutscher Jurist und Hochschullehrer
- Hilmar Fuchs (* 1940), deutscher Textilingenieur
- Hilmar Fuß (* 1943), deutscher Fußballspieler
- Hilmar vom Hagen (1835–1900), preußischer Rittergutsbesitzer, Hofbeamter und Parlamentarier
- Hilmar Örn Hilmarsson (* 1958), isländischer Musiker, Filmmusik-Komponist
- Hilmar Hoffer (1937–2024), deutscher Fußballspieler
- Hilmar Hoffmann (1925–2018), deutscher Kulturschaffender und Kulturfunktionär
- Hilmar Jensson (* 1966), isländischer Jazzgitarrist
- Hilmar Kabas (* 1942), österreichischer Politiker (FPÖ)
- Hilmar Kallweit (1941–2022), deutscher Germanist, Literatur- und Kulturwissenschaftler
- Hilmar Klinkott (* 1971), deutscher Althistoriker
- Hilmar Klute (* 1967), deutscher Redakteur und Autor
- Hilmar Knorr (1847–1919), deutscher Theaterschauspieler und Theaterdirektor
- Hilmar Kopper (1935–2021), deutscher Bankmanager
- Hilmar Lemke (1940–2020), deutscher Biochemiker und Hochschullehrer
- Hilmar Lotz (1922–2009), deutscher Verwaltungsjurist
- Hilmar Meincke (1710–1771), deutscher Kaufmann
- Hilmar Moore (1920–2012), US-amerikanischer Landwirt und Politiker
- Hilmar Moser (1880–1968), deutscher Offizier
- Hilmar Mückenberger (1855–1937), deutscher Volksmusiker und Komponist
- Hilmar von Münchhausen (1512–1573), deutscher Söldnerführer
- Hilmar der Jüngere von Münchhausen (1558–1617), deutscher Adliger
- Hilmar Myhra (1915–2013), norwegischer Skispringer
- Hilmar Oddsson (* 1957), isländischer Regisseur, Drehbuchautor, Filmproduzent und Musiker
- Hilmar Ospelt (1929–2020), liechtensteinischer Politiker (FBP)
- Hilmar Pabel (1910–2000), deutscher Journalist und Fotograf
- Hilmar Prange (* 1944), deutscher Neurologe
- Hilmar Reksten (1897–1980), norwegischer Reeder und Unternehmer
- Hilmar Röser (1922–2014), deutscher Eishockeyfunktionär
- Hilmar Scherf (1861–1951), Thüringer Politiker (Meininger Bauernverein)
- Hilmar Schmidt von Schmidtseck (1863–1912), deutscher Verwaltungsbeamter
- Hilmar Schmitt (* 1942), deutscher Politiker (SPD)
- Hilmar Schumann (1902–2001), deutscher Geologe, Mineraloge und Petrologe
- Hilmar Selle (1933–2007), deutscher Politiker
- Hilmar Sturm (1939–1982), österreichischer Bergsteiger
- Hilmar Swinka (1938–1970), deutscher Mörder
- Hilmar Thate (1931–2016), deutscher Schauspieler
- Hilmar Wäckerle (1899–1941), deutscher SS-Standartenführer
- Hilmar Weilandt (* 1966), deutscher Fußballspieler
- Hilmar Weishaar (1939–2014), deutscher Fußballspieler
- Hilmar Weiß (* 1928), SED-Funktionär in der DDR
- Hilmar Wulff (1908–1984), dänischer Schriftsteller
- Hilmar Zigerlig (1946–2021), Schweizer Fußballspieler
- Hilmar Zill (1940–2022), deutscher Grafiker und Briefmarkenkünstler

### Familienname
- Ernst Hilmar (1938–2016), österreichischer Musikwissenschaftler und Bibliothekar
- František Matěj Hilmar (1803–1881), tschechischer Komponist
- Franz Hilmar (bl. 1920), deutscher Schwimmer
- Hera Hilmar (* 1988 als Hera Hilmarsdóttir), isländische Schauspielerin

## Weiteres
- Hilmar (Kalifornien), Ort in den USA